# Jon Kwang-ik
Jon Kwang-ik (5 de abril de 1988) é um futebolista profissional norte-coreano que atua como defensor.

## Carreira
Jon Kwang-ik representou a Seleção Norte-Coreana de Futebol na Copa da Ásia de 2015.